# Robert Schneider (Journalist)

Robert Schneider (2017)

Robert Schneider (* 4. März 1976 in Leipzig) ist ein deutscher Journalist. Seit 2023 ist er neben Marion Horn Chefredakteur der Boulevardzeitung Bild. Zuvor war er Chefredakteur der Burda-Zeitschriften Superillu und Guter Rat sowie von 2016 bis 2023 Chefredakteur des Nachrichtenmagazins Focus.

## Leben
Robert Schneider ist der Sohn eines Maurers und einer Kindergärtnerin. Er verbrachte seine ersten vier Lebensjahre in Magdeborn, ein Dorf bei Leipzig, das für den Braunkohle-Abbau ab 1980 aufgelöst und abgerissen wurde. Seine Eltern zogen deshalb zunächst in ein Neubaugebiet in Leipzig, später in den Vorort Wachau, wo er aufwuchs.
Nach dem Abitur begann er bei Bild in Leipzig. Nach einem Volontariat in Köln war er in Zeitungsredaktionen des Axel-Springer-Verlages tätig, wurde mit 23 Jahren Ressortleiter, später stellvertretender Chefredakteur der Berliner Boulevardzeitung B.Z. und der Wochenzeitung Bild am Sonntag.
Ab April 2011 war er Chefredakteur der Illustrierten Superillu. Er löste dort Jochen Wolff ab. Am 1. April 2014 wurde er zusätzlich Chefredakteur der im gleichen Verlag erschienenen Verbraucherzeitschrift Guter Rat. Seit dem 1. März 2016 war er Chefredakteur des Focus. 
Seit dem 17. April 2023 ist er Chefredakteur der Boulevardzeitung Bild.
Schneider war zweimal verheiratet und hat einen Sohn.